# 白明拉山口
28°06′55″N 96°46′25″E / 28.11528°N 96.77361°E
白明拉山口（藏語：པུས་མོ་ལ།，罗马字母拼写：Bümo La）也称白赖山口，位于中华人民共和国西藏自治区林芝市察隅县境内，地处下察隅那个地区，海拔4000米以上，是中华人民共和国民政部第一批增补藏南地区公开使用地名中的一个。 该地位于中国与印度领土争议地区，实际位于印度阿鲁纳恰尔邦安娇县境内。